# Naranjal
Naranjal è un centro abitato del Paraguay, nel Dipartimento dell'Alto Paraná. Forma uno dei 20 distretti del dipartimento.

## Popolazione
Al censimento del 2002 Naranjal contava una popolazione urbana di 1.994 abitanti (11.921 nel distretto).

## Caratteristiche
Elevata al rango di distretto nel 1990, Naranjal è considerata nel dipartimento la "capitale della manioca".